# Jiří Hedánek
Jiří Hedánek (* 1956) je překladatel starozákonních knih Bible a křesťanské literatury a spisovatel.
Je členem Evangelické církve metodistické. Je ženatý, má dceru a syna.
V 70. letech prošel „podzemním“ katolickým seminářem v tzv. Umlčené církvi. Na Filosofické fakultě UK později absolvoval obory lingvistika-fonetika a překladatelství-tlumočnictví. Tamtéž studoval hebrejštinu, na Husově teologické fakultě pak aramejštinu.
Pod pseudonymem M. Š. Chašbaz napsal v 80. letech apologeticky zaměřenou knihu Vzkříšení, která vyšla česky na Západě a byla ilegálně šířena i v Československu.
V letech 2001–2007 spolupracoval jako překladatel Starého zákona na projektu Nové Bible kralické (NBK, dnes Bible21) v rámci Nadačního fondu Nové Bible kralické. Předtím pracoval externě od r. 1999 na stylistických korekturách starozákonních překladů NBK. Zároveň se účastnil překladu Bible i v projektu Český studijní překlad (ČSP).
Akademicky působí na Filozofické fakultě Univerzity Karlovy, věnuje se též tlumočení.

## Dílo

### Knihy
- M. Š. Chašbaz: Vzkříšení. 136 stran formátu A5. Vydáno kolem roku 1985 bez bibliografických údajů.
- DRÁPAL, Dan; HEDÁNEK, Jiří. Inspirovanost Písma: Jak rozumět tomu, že Bible je Boží slovo?. 1. vyd. Praha: Křesťanská misijní společnost, 2013. 102 s. (Nad Biblí; sv. 4). ISBN 978-80-87904-13-8.

### Překlady
- Stanley M. Horton a kolektiv: Systematická teologie. Albrechtice : Křesťanský život, 2001, 739 stran, ISBN 80-7112-069-3
- Daniel – nový překlad Staré smlouvy. Praha : KMS, 2003, 76 stran, ISBN 80-86178-16-1, samost. příl. časopisu Život víry, č. 7-8/2003
- Historické knihy Starého zákona (přeložili Alexandr Flek a Jiří Hedánek), České Budějovice, Biblion 2005, 479 stran, ISBN 80-903528-4-7
- Poetické knihy Starého zákona (přeložili Alexandr Flek a Jiří Hedánek), Biblion, 2006, 398 stran, ISBN 80-903528-6-3